# Torneio Internacional Zé Dú de 2007
O Torneio internacional “Zé Dú” de hóquei em patins visa homenagear  o 65º aniversário do Presidente da República de Angola, José Eduardo dos Santos.., no Pavilhão Anexo nº I da Cidadela Desportiva, Luanda, o 5.º Troféu Internacional de Hóquei em Patins, denominado "Troféu José Eduardo dos Santos".

## Classificação Final
| Pos. | País                 |
| ---- | -------------------- |
| 1.   | JUVENTUDE DE VIANA   |
| 2.   | SELECÇÃO SUB 20      |
| 3.   | HOQUEI DE PRETÓRIA   |
| 4.   | DESPORTIVO DO MAPUTO |

## Ligações Externas
- [2]